# Lúčka, Svidník
Lúčka este o comună slovacă, aflată în districtul Svidník din regiunea Prešov. Localitatea se află la altitudinea de 190 m deasupra n.m., se întinde pe o suprafață de 3,55 km2 și în 2017 număra 524 de locuitori.

## Istoric
Localitatea Lúčka este atestată documentar din 1401.

## Demografie
| An:                | 1994 | 2004    | 2014   | 2024   |
| ------------------ | ---- | ------- | ------ | ------ |
| Număr de persoane: | 477  | 531     | 519    | 507    |
| Diferență:         |      | +11,32% | −2,25% | −2,31% |

| An:                | 2023 | 2024   |
| ------------------ | ---- | ------ |
| Număr de persoane: | 514  | 507    |
| Diferență:         |      | −1,36% |